# 太空青蛙
《太空青蛙》（又译作），是一款由南梦宫公司于1981年制作和出品的射击游戏。游戏首先在街机发行，后被移植至其他平台。
玩家控制着一个“怪物战士”，在一个空间内射击其他敌人。